# 爆笑問題の爆乳モンスター
『爆笑問題の爆乳モンスター』（ばくしょうもんだいのばくにゅうモンスター）は、1997年10月2日から同年11月6日までTBS系列で放映されていた、爆笑問題司会によるバラエティ番組である。
オープニングテーマは「誘惑のハンマー」。

## 番組概要
番組中、巨乳ギャルが田中チームと太田チームに別れて競技をする番組。勝敗は審査委員にゆだねられている。

## 出演者
- キリングセンス
- たくみふぢお
- 萩原正人
- 桜庭あつこ
- 大原かおり
- 坂口かよ
- 木村えり
- 木村沙也果
- 田村りおん
- 益子梨恵
- 湯通堂泉
- 嘉門洋子

## ナレーター
- 夏樹リオ

## スタッフ
- 構成：川原慶太郎・だいもん孝之・豊田俊一

## 製作
- アル・カンパニー
- TBS

## 関連番組
- 爆!爆!爆笑問題